# Isaak Pomeranchuk
Isaak Yakovlevich Pomeranchuk (em russo:  Исаа́к Я́ковлевич Померанчу́к; Varsóvia, 20 de maio de 1913 — Moscou, 14 de dezembro de 1966) foi um físico russo.